# كمة

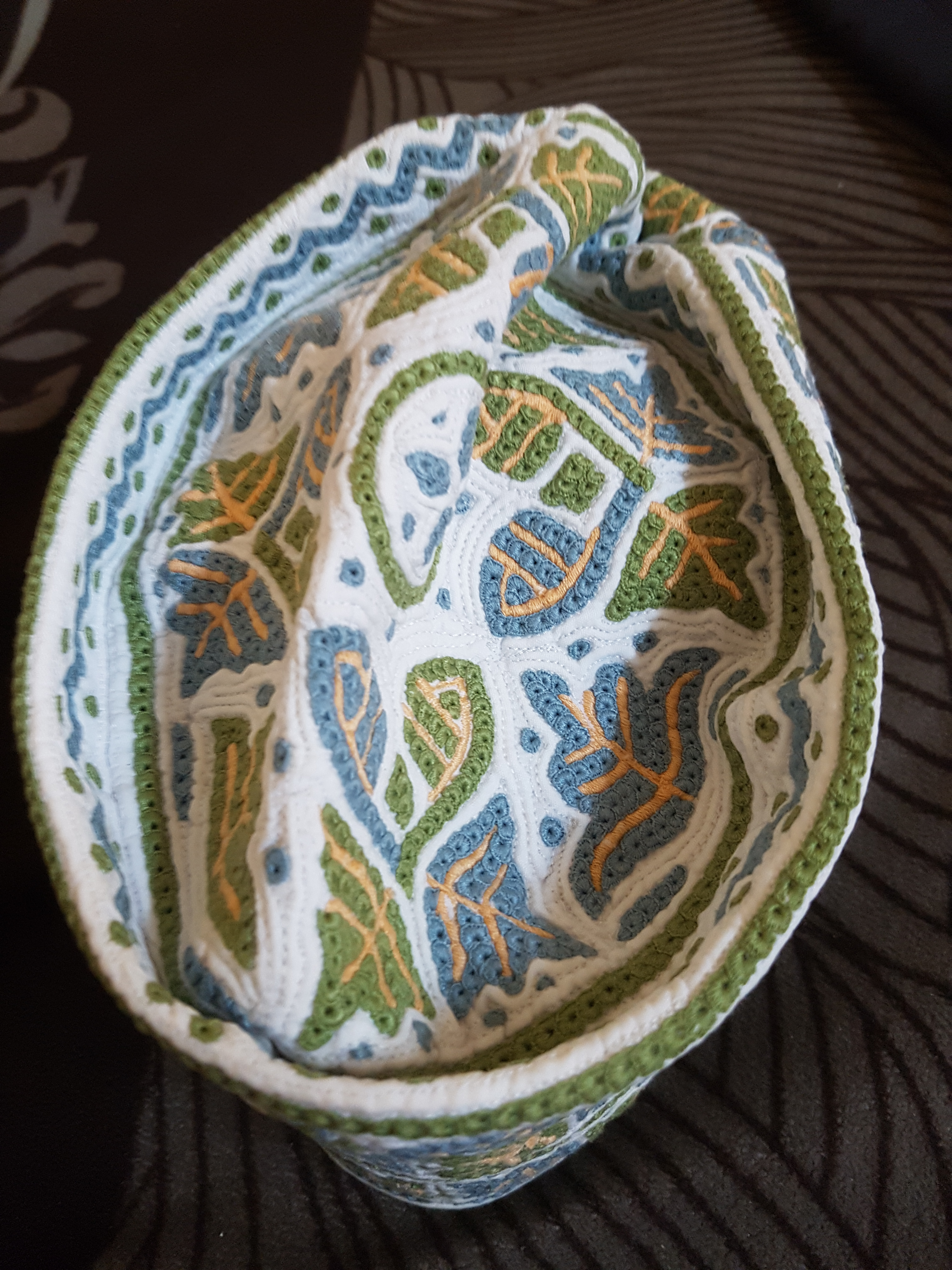
كمة صناعة يد

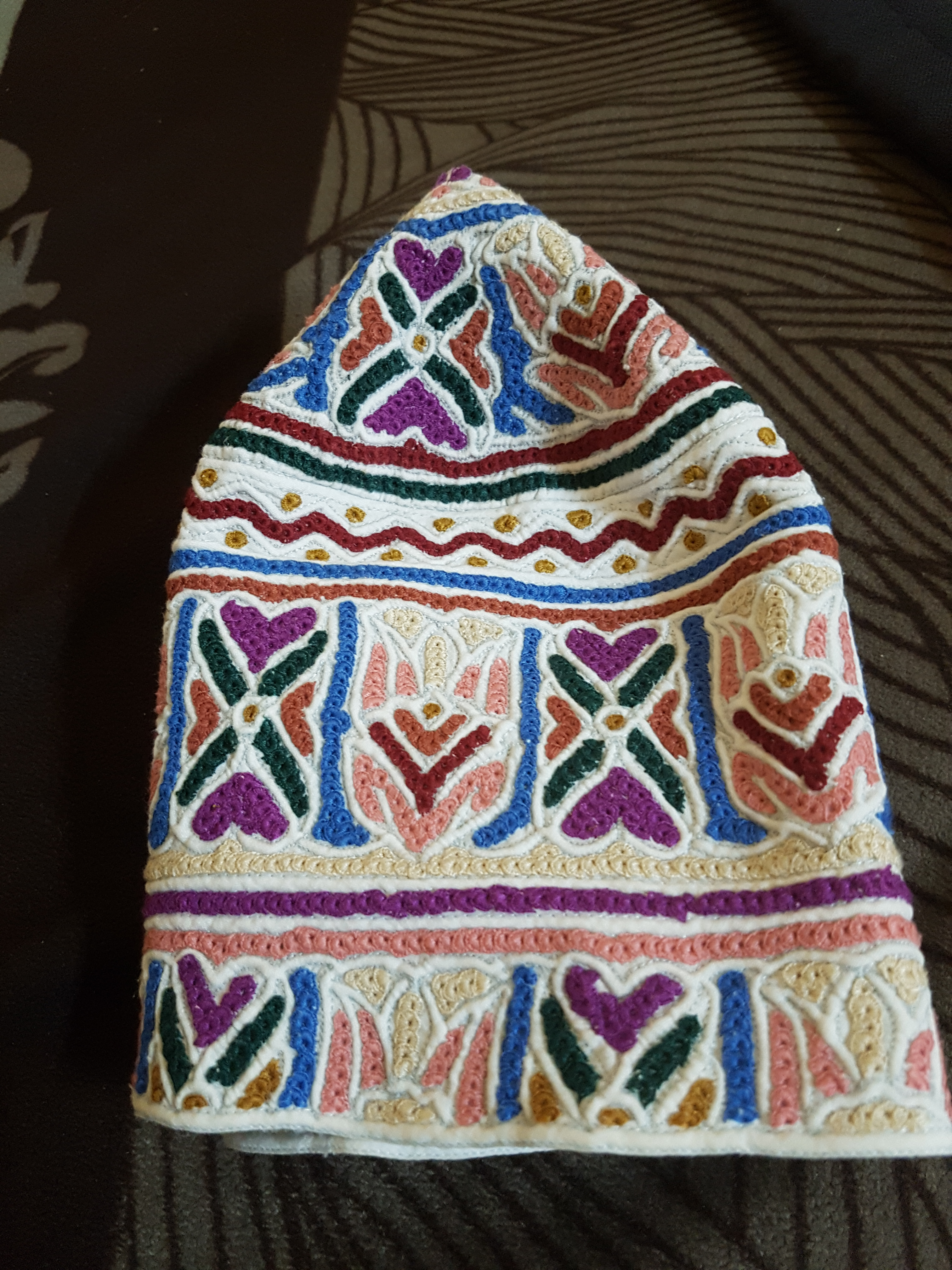
كمة مطرزة بالوان جميلة

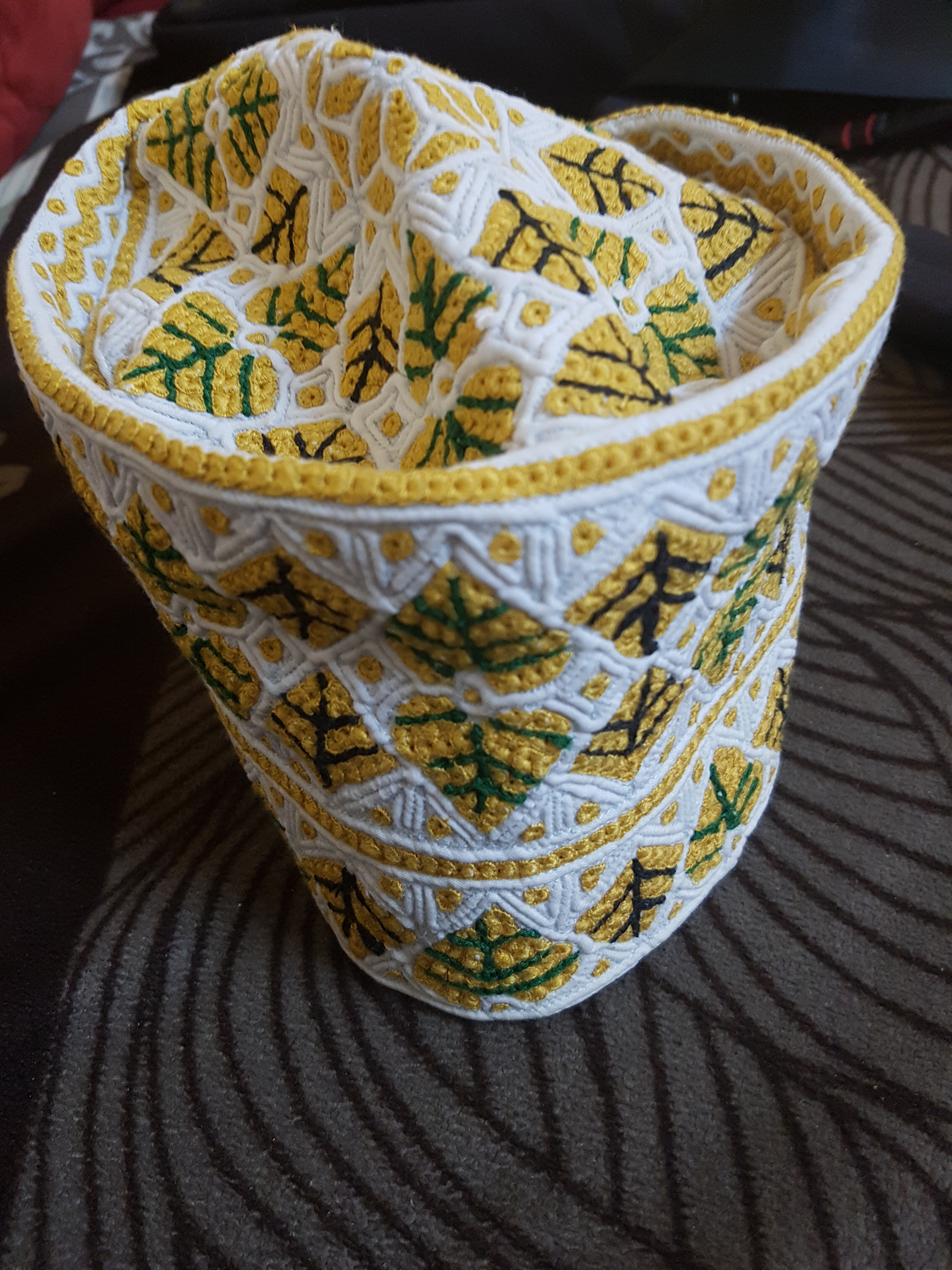
كمة منقوشة بخيوط متنوعه

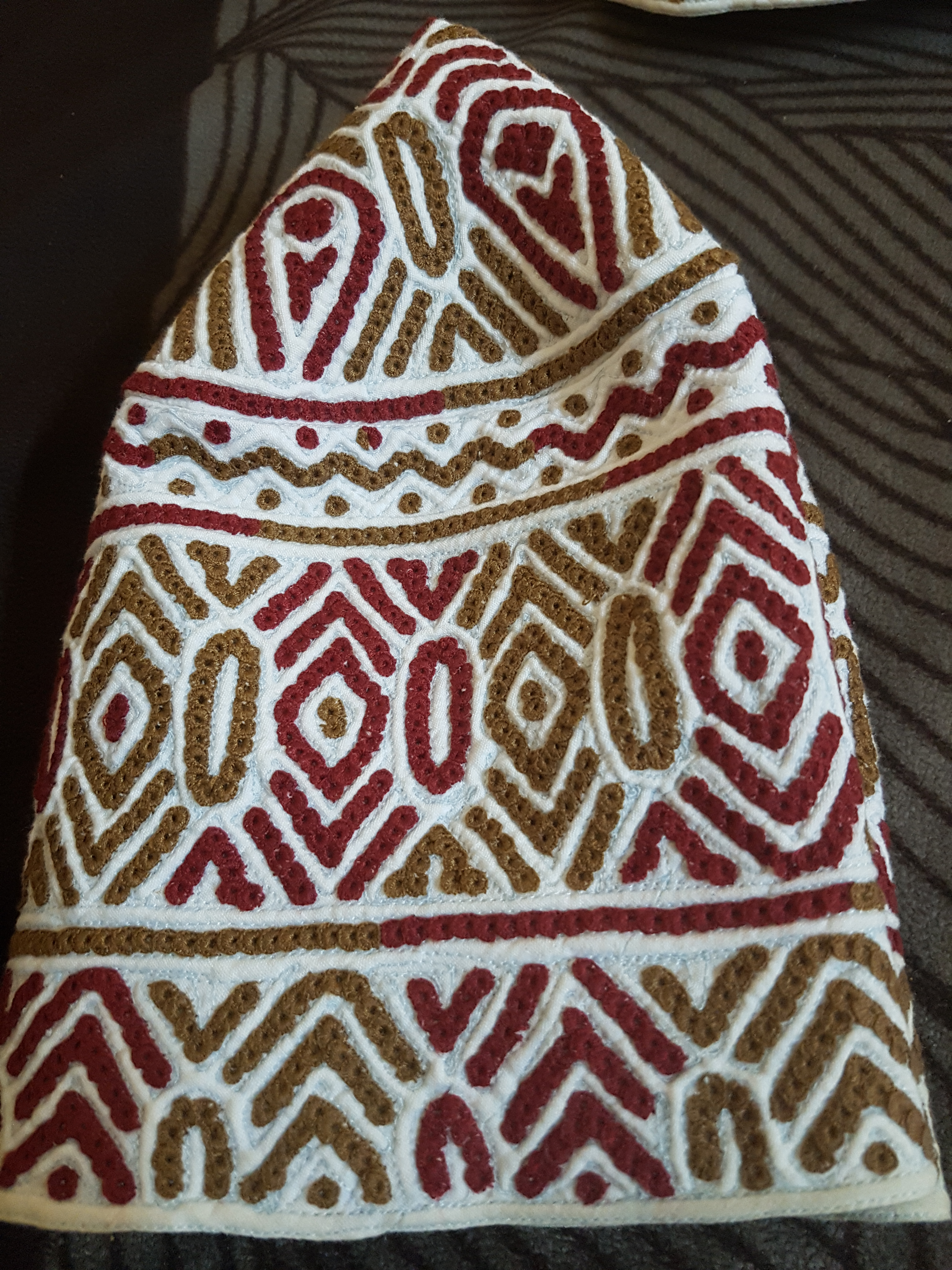
كمة عمانية متناسقة الالوان

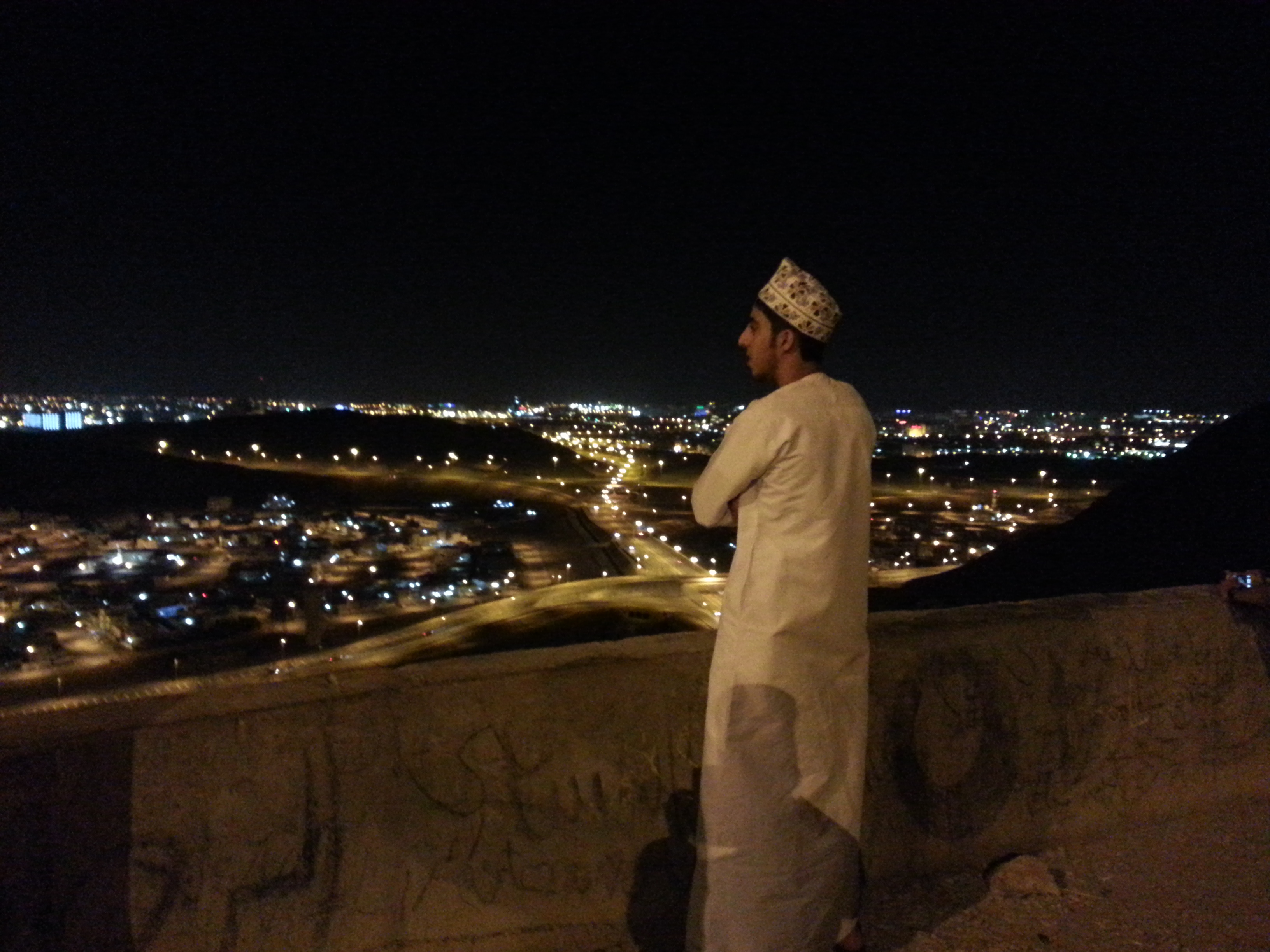
شاب تعلوا رأسه كمة

الكمة أو القَحْفيَّة كما يطلق عليها في دول الخليج العربي هي قطعة من القماش المقوى المطرز بنقوش جميلة تصنعها النساء ويلبسها الرجال. ظهرت في سلطنة عمان، إثر مد العمانيين لنفوذهم قديمًا في مناطق بعيدة كشرقي أفريقيا وغيرها وما قام به تجارهم من دور فعّال في نشر الإسلام في المناطق التي وصلت إليها سفنهم، تأثر بهم سكان تلك المناطق في العديد من العادات والأزياء ومن بين هذه الأزياء الكمة العمانية.

## الكمة قديما وحديثا
كانت الكمة تصنع باليد وتتخذ ربات البيوت من صناعة الكمة هواية تدر عليهن مبالغ مالية مجزية للكمة الواحدة، حيث يبلغ سعر الكمة الواحدة والمنقشة باليد ما يقارب ال50 ريال عماني أي أكثر من 160 دولار أمريكي.
أما الآن ومع التطور العلمي الهائل بدأت الكثير من المصانع في سلطنة عمان وغيرها من الدول التي تصدر الكمة للسلطنة بتصنيع ونقش الكمة بواسطة آلات صناعية تنتج كمية كبيرة من الكميم بسعر يتراوح ما بين 9 دولار إلى 15 دولار. إلا أن نسبة كبيرة من العمانين يفضلون الكمة المطرزة باليد لجودتها العالية ومنظرها الزاهي.

## أهمية الكمة للرجال
من المعروف أن سلطنة عمان بلاد حارة في معظم أوقات السنة ويتصف مناخها بدرجة عالية من الحرارة، حيث يلبس الرجال الكمة ليقوا أنفسهم من أشعة الشمس في فصل الصيف بشكل خاص.
كما تعد الكمة الرجالية من علامات الرجولة في عمان إذ تضيف الكمة للرجل منظراً زاهياً وتحميه من أشعة الشمس الحارقة. كما تعتبر الكمة العمانية من الملابس الرسمية لطلاب المدارس، حيث تفرض وزارة التربية والتعليم على طلاب المدارس الحكومية من عمانيين أو وافدين ارتداء الكمة في المدرسة والدشداشة العمانية.

## كيف تصنع الكمة العمانية
تخاط الكمة العمانية بواسطة نوعين من الخيوط أحدهما سميك والآخر أقل سماكة، حيث يبلل الخيطان بالماء كي يسهل أستخدامهما وحتى يضفي الماء المزيد من القوة للخيط ويمنعه من الانقطاع أثناء فترة الخياطة، وتربط إبرة كبيرة في الكمة لتساعد في عمل ثقب صغير فيها ومن خلاله تبدأ المرأة بخياطة الكمة أو تنجيمها مثلما يعرف محليا.

## أنواع الكمة العمانية
تنتشر خياطة الكمة العمانية في أغلب ولايات سلطنة عمان إلا أنها تزدهر في ولاية بركاء وقريات ومطرح كما أن لها نوعين أحدهما يسمى نصف نجم، والآخر نجم كامل والفرق بينهم هو في حجم النقوش ودقتها وجودتها. ومن المعروف أن الكميم المصنوعة في سلطنة عمان وبإيدي نسائية تتميز بجودتها العالية ومنظرها الزاهي وسعرها المرتفع. إلا أن بعض الأنواع المستوردة من دول كالفلبين وبنغلاديش وتايلند تكون أقل جودة وأقل في السعر وذلك بسبب أختلاف نوعية الخياطة بين عمان والدول المستوردة منها.

## مراحل خياطة الكمة العمانية
يبدأ العمل في صناعة الكمة من خلال شخص واحد وفي العادة امرأة. حيث تجلب هذه المرأة قطعة من القماش الأبيض الملون وترسم عليه رسم مستوحى غالبا من الطبيعة العمانية أو من المباني أو نقوش إسلامية وترسم على القطعة، ومن ثم تقص القطعة حسب المقاس المراد تخييطه، ويمكن تعدي هذه المرحلة من خلال شراء قطعة بيضاء جاهزة النقش وفق القياس المرغوب. ومن ثم تبدأ عملية تتريس الكمة بواسطة إدخال الخيوط من تحت الرسومات لإعطاء الكمة القوام المطلوب وبعدها تبدأ عملية التنجيم التي قد تمتد لأسابيع حسب النقوش المطلوبة.

## الأسعار
تختلف أسعار الكمة العمانية بأختلاف جودتها وكثرة النقوش فيها وعدد ألوان الخيوط المستعملة بها، حيث يقدر سعر الكمة المصنوعة بالآلة ب3 ريالات عمانية أي ما يقارب 10 دولار والكمة المستوردة من الفلبين وتايلند وبنجلاديش يقدر سعرها ما يقرب 10 ريالات أو أقل أما الكمة المصنوعة في سلطنة عمان يقدر سعرها ما بين 40 ريال إلى 120 ريال وتختلف باختلاف جودتها.